# Grenke Chess Open

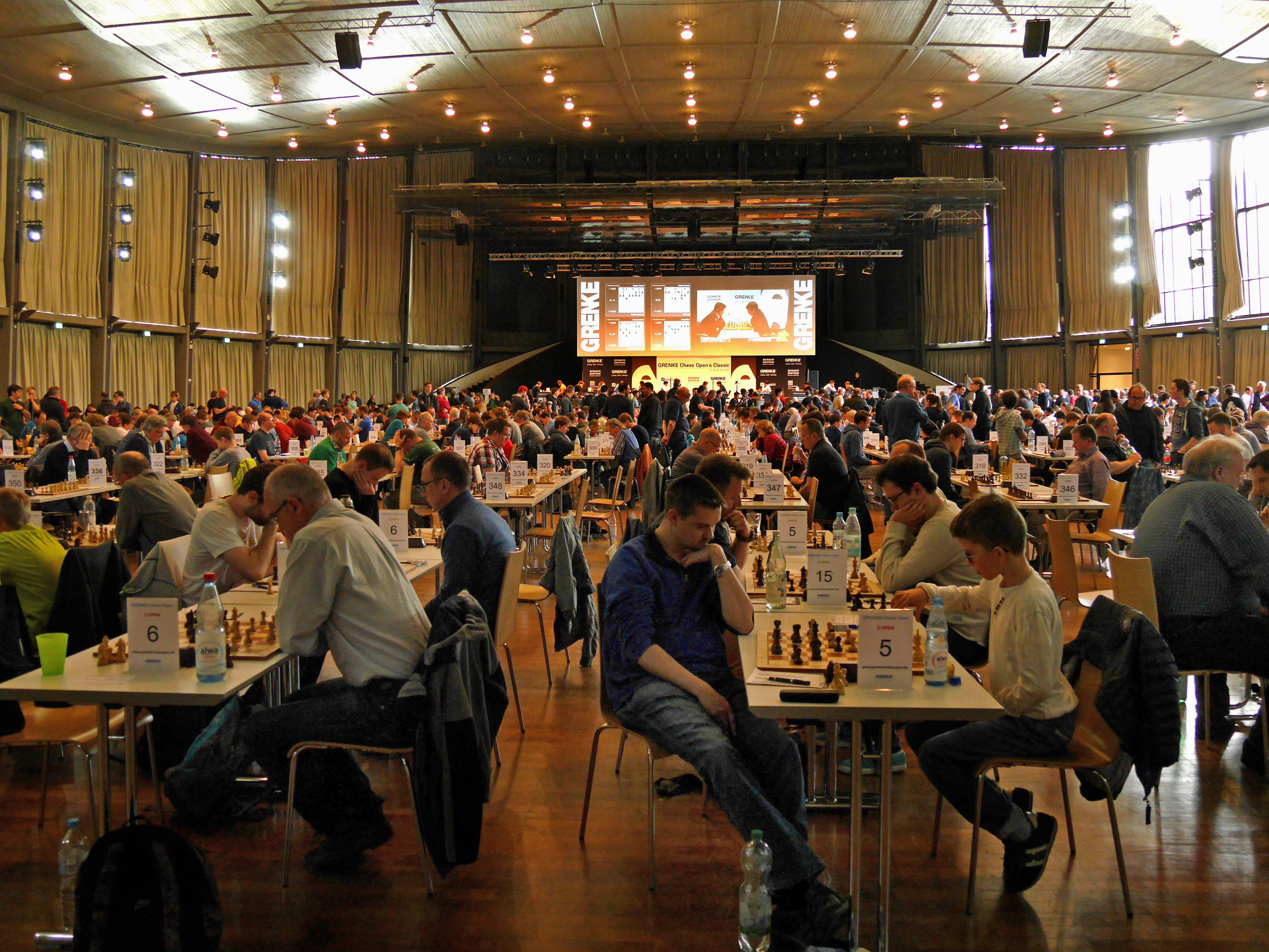
Der Blick in die Schwarzwaldhalle, dem Spielort des Grenke Chess Open. Im Hintergrund befindet sich die Bühne, auf der seit 2017 parallel zum Open das Rundenturnier Grenke Chess Classic ausgetragen wird.

Das Grenke Chess Open ist ein internationales Schachturnier, das von 2016 bis 2019 jährlich in Karlsruhe ausgetragen wurde und seit 2024 erneut stattfindet. Es gilt als das größte offene Schachturnier in Europa.

## Übersicht

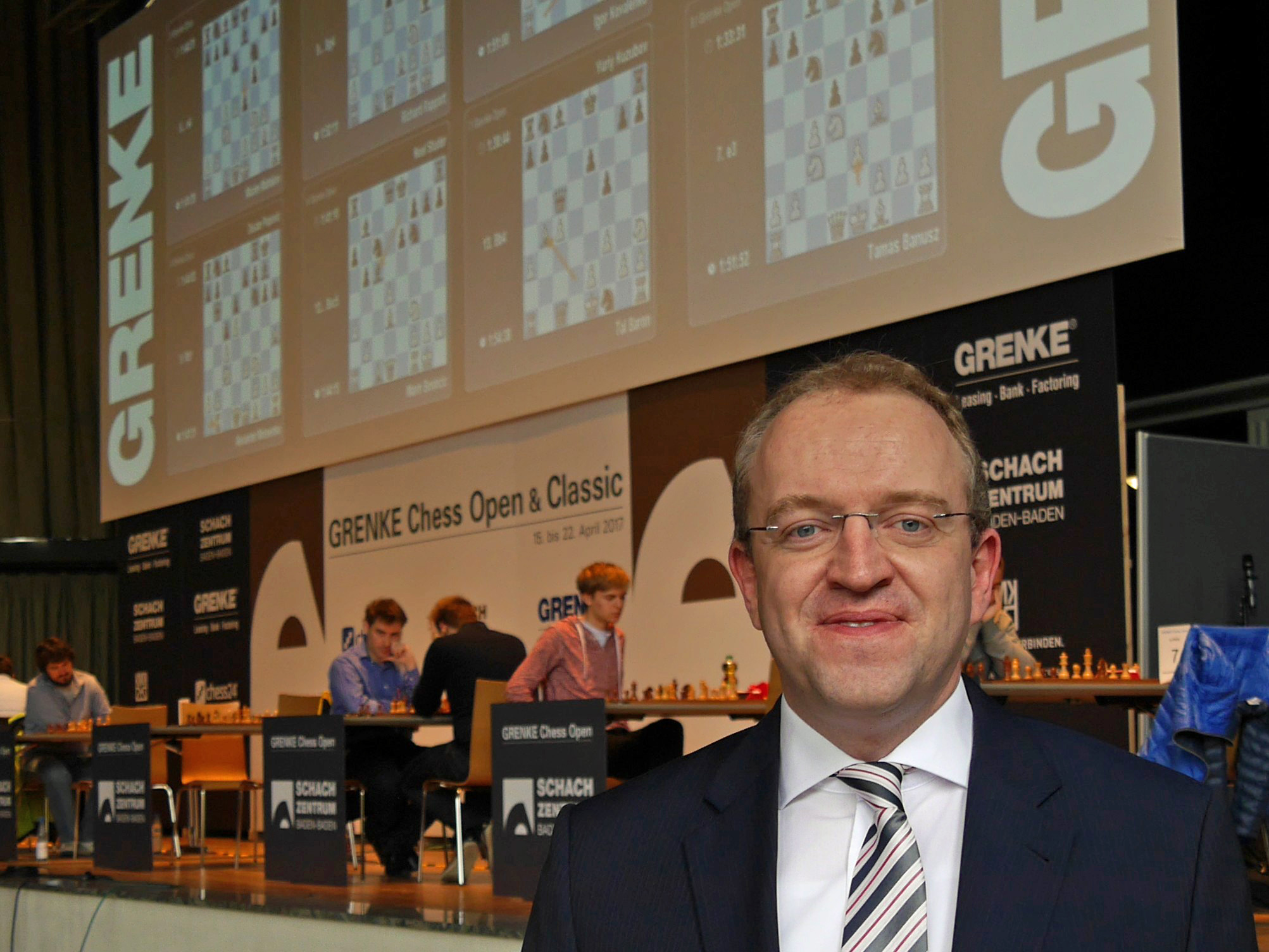
Sven Noppes fungiert als Turnierdirektor sowohl des Open als auch des Rundenturniers.

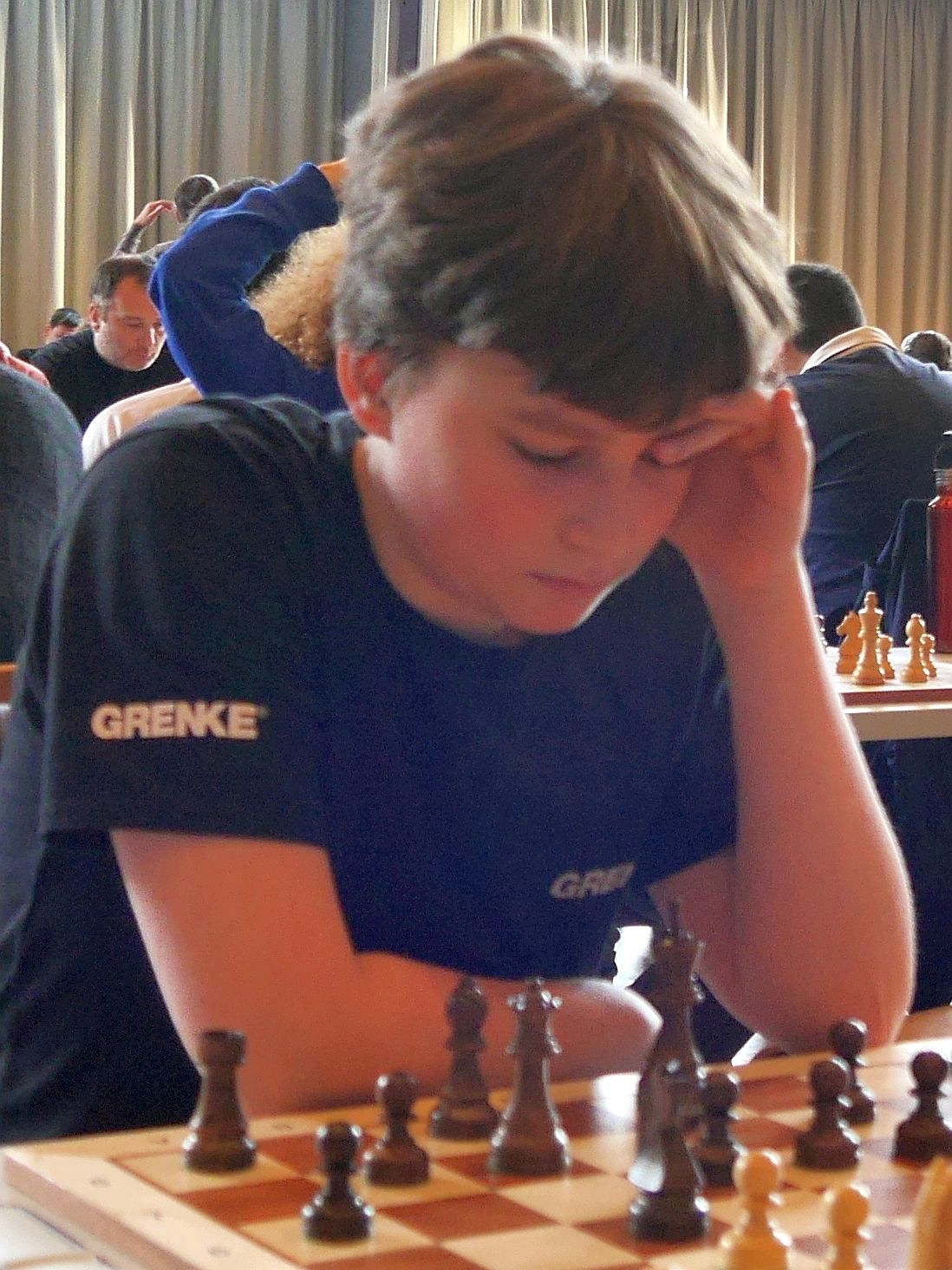
Vincent Keymer bei seinem Turniersieg im Jahr 2018.

Ab dem Jahr 2016 wurde im Kongresszentrum Karlsruhe das Grenke Chess Open als Nachfolgeturnier des zuvor in Deizisau ausgetragenen Neckar-Open veranstaltet. Sponsor ist die Grenke AG. Das Turnier wird von Gründonnerstag bis Ostermontag über neun Runden nach dem Schweizer System mit klassischer Bedenkzeit ausgetragen. Das Teilnehmerfeld ist dabei wegen der großen Spielerzahl nach den Wertungszahlen in drei einzelne Turniere (A-, B- und C-Turnier) unterteilt. Die für die Teilnehmer und Zuschauer große Attraktivität des Grenke Chess Open ergibt sich auch daraus, dass seit 2017 während der Ostertage im selben Spielsaal das Grenke Chess Classic, ein Rundenturnier mit Schachgroßmeistern der Weltspitze, zur Austragung kommt. Direktor des Turniers ist wie zuvor beim Neckar-Open Sven Noppes. Bedingt durch die COVID-19-Pandemie kam es im Jahr 2020 zu einer Absage des Turniers, das dann auch in den Folgejahren zunächst nicht wieder veranstaltet wurde. Die Tradition wurde erst im Jahr 2024 fortgesetzt, und zwar mit einer Rekord-Teilnehmerzahl von über 2600 Spielerinnen und Spielern (darunter 41 Großmeister). Der Preisfonds betrug insgesamt 70.000 Euro.
Im Folgejahr ist kein Classic Turnier geplant, sondern neben den Chess Open ein Freestyle-Turnier, für das mehrere Spitzenspieler angekündigt sind.

## Gewinner
| Jahr | Teilnehmer (A-Turnier) | Zeitraum                   | Gesamtsieger (Feinwertung) | Punktgleiche Spieler                                                                    | Punkte |
| ---- | ---------------------- | -------------------------- | -------------------------- | --------------------------------------------------------------------------------------- | ------ |
| 2016 | 566                    | 24. bis 28. März 2016      | Matthias Blübaum           | W. Fedossejew, N. Witjugow, M. Perunović, Ni Hua, F. Vallejo Pons                       | 7½     |
| 2017 | 688                    | 13. bis 17. April 2017     | Nikita Witjugow            | M. Matlakow, É. Bacrot, Z. Kožul                                                        | 7½     |
| 2018 | 787                    | 29. März bis 2. April 2018 | Vincent Keymer             | –                                                                                       | 8      |
| 2019 | 904                    | 18. bis 22. April 2019     | Daniel Fridman             | A. Korobow, A. Heimann, S. Ter-Sahakjan, D. Gukesh, M. Blübaum, A. Donchenko, T. Bánusz | 7½     |
| 2024 | 935                    | 28. März bis 1. April 2024 | Hans Moke Niemann          | –                                                                                       | 8      |

Als eine Sensation wurde im Jahr 2018 der Turniersieg des erst dreizehnjährigen Vincent Keymer betrachtet. Obwohl er zu diesem Zeitpunkt erst den Titel eines Internationalen Meisters trug und nur die Nummer 99 der Setzliste war, gewann er das A-Turnier vor 49 Großmeistern mit einem Rekordergebnis von 8 Punkten aus 9 Partien. Dies trug ihm eine Einladung zum Grenke Chess Classic-Turnier des Folgejahres ein.